# Schloss Mittelwalde

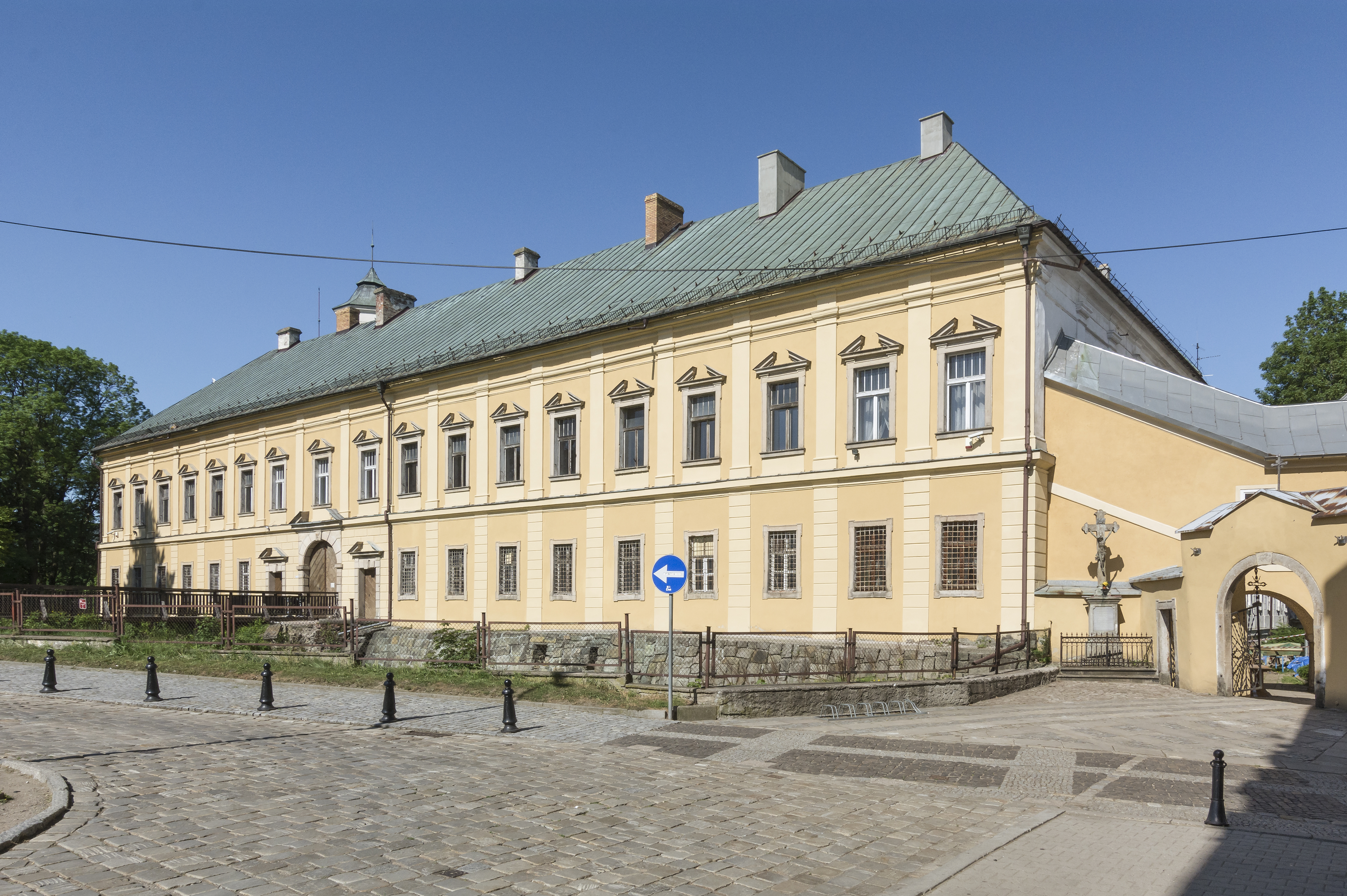
Schloss Mittelwalde

Schloss Mittelwalde (polnisch Zamek w Międzylesiu) ist eine dreiflügelige Schlossanlage in Międzylesie (deutsch Mittelwalde) in der gleichnamigen Stadt- und Landgemeinde im Powiat Kłodzki in der Woiwodschaft Niederschlesien in Polen.

## Geschichte
Eine erste Burg an der heutigen Stelle wurde unter dem böhmischen Herzog Břetislav I. an einer Passstraße angelegt. Im 14. Jahrhundert kamen die von Glaubitz in Lehensbesitz der Burg. In den Hussitenkriegen wurde die Burg zerstört. Im Jahr 1472 kam die Burg in Lehensbesitz der Tschischwitz.
Im Jahr 1538 kam das Schloss an Hans Johann von Tschirnhaus, dessen Familie 1580–1590 ein Renaissanceschloss an der Stelle der Burg errichtete, möglicherweise unter Verwendung mittelalterlicher Fragmente und unter Verwendung des teilweise erhaltenen sogenannten „Schwarzen Turms“.
Im 17. Jahrhundert wurde das Schloss während des Dreißigjährigen Krieges beschädigt. Im Jahr 1635 gelangte die Burg an den Reichsgrafen Ferdinand von Althann. In den Jahren 1686–1695 wurde das „Alte Schloss“ an seiner Nordseite um zwei Bauflügel im Stil des Frühbarock erweitert, der von Jacobo Carove entworfen wurde. Die Stadtseite erhielt eine mit Lisenen und gesprengten Giebeln über den Fenstern gegliederte Fassade. Als letzte Baumaßnahme wurde das Neue Schloss durch einen Arkadengang mit der Pfarrkirche Corpus Christi (Kościół Bożego Ciała) verbunden.
Das Schloss wurde 1928 umfassend restauriert, und war, als Schlesien nach dem Zweiten Weltkrieg 1945 an Polen gefallen war, weitgehend unbeschädigt. In den folgenden Jahren wurde es von mehreren Institutionen als Ferien- und Lagerzentrum genutzt. 1974 wurde es erneut von einem Brand heimgesucht und nach 2008 zu einem Hotel umgebaut.

## Architektur
Der gesamte Komplex besteht aus zwei Teilen: dem älteren polygonalen Renaissanceflügel mit einem Turm, der um einen kleinen Innenhof gruppiert ist, und den zwei neueren Barockflügeln, deren Innenräume mit Tonnengewölben bedeckt und mit Stuck verziert sind. Das Eingangstor mit einem kunstvoll gefertigten Portal und Fragmenten von Sgraffitodekorationen an den Außenfassaden stammt ebenfalls aus der Renaissancezeit.

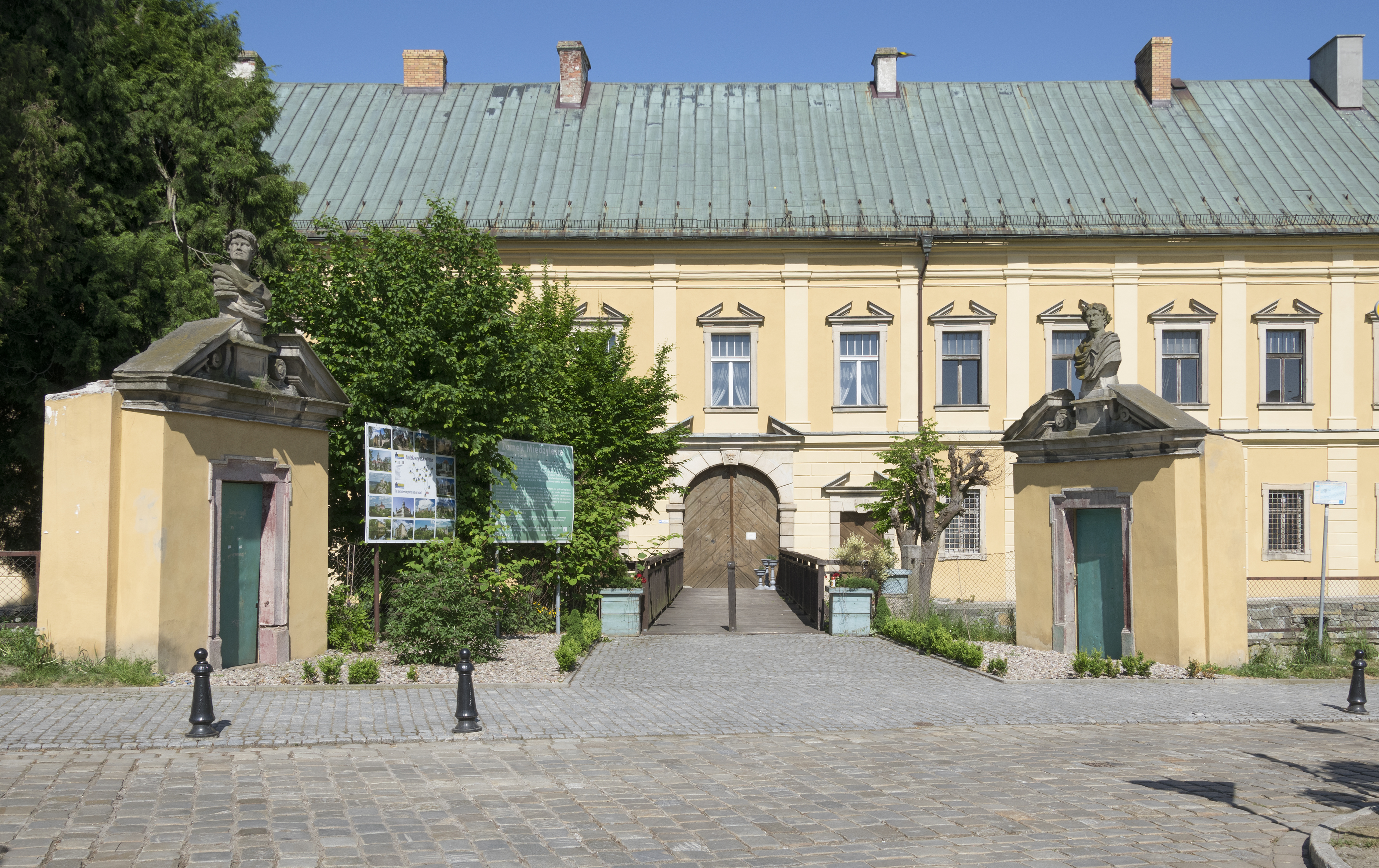
Haupttor
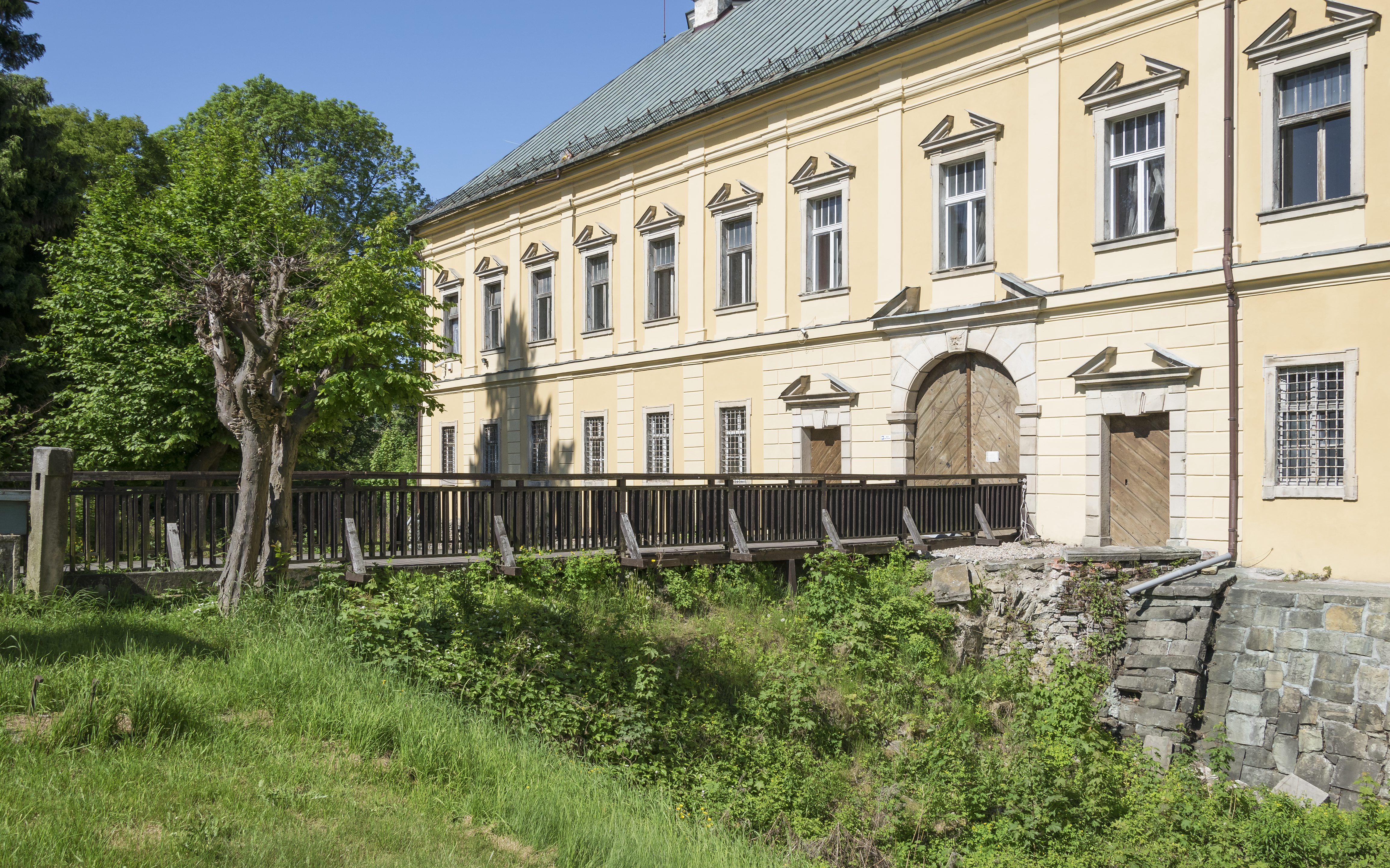
Brücke
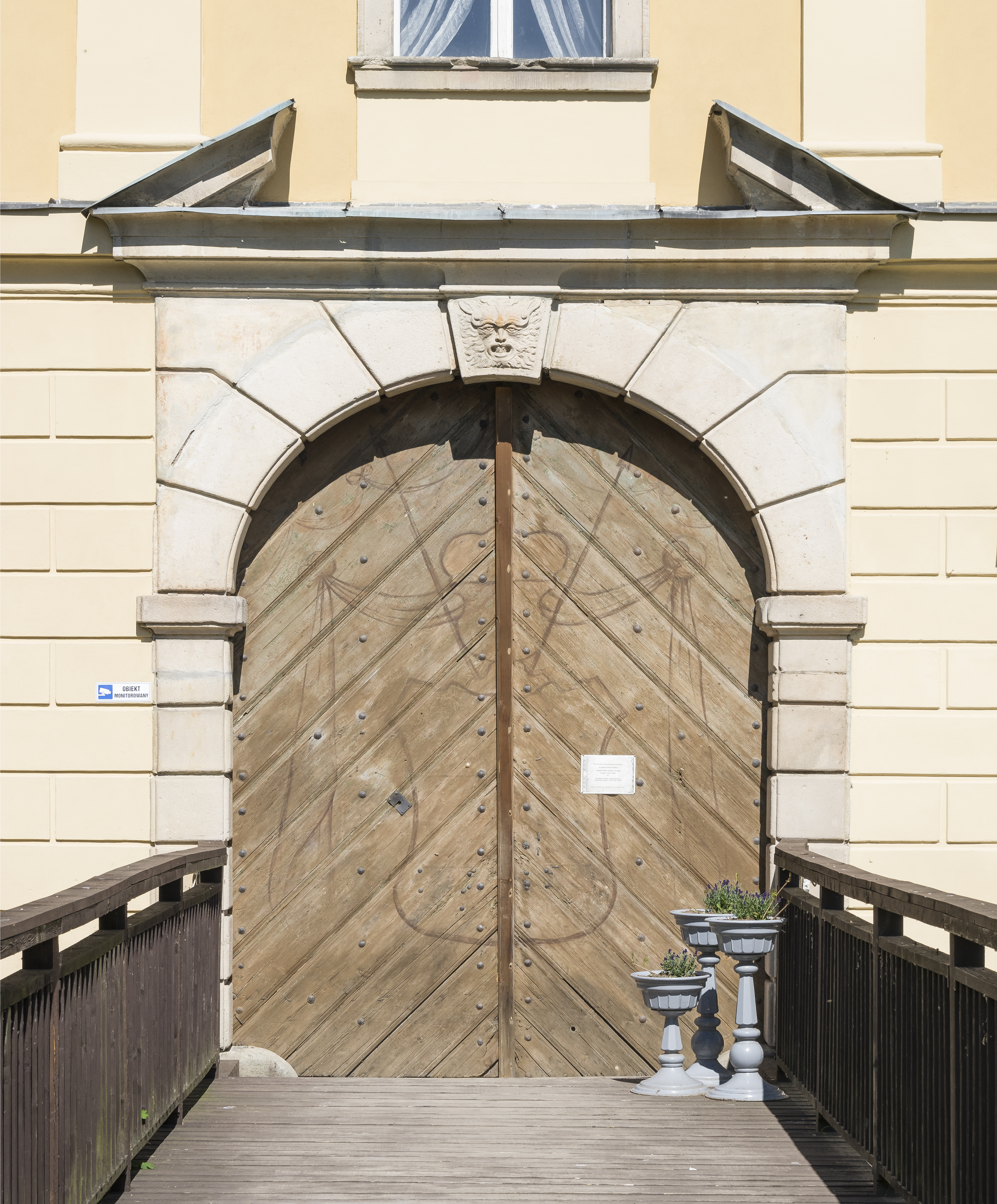
Portal
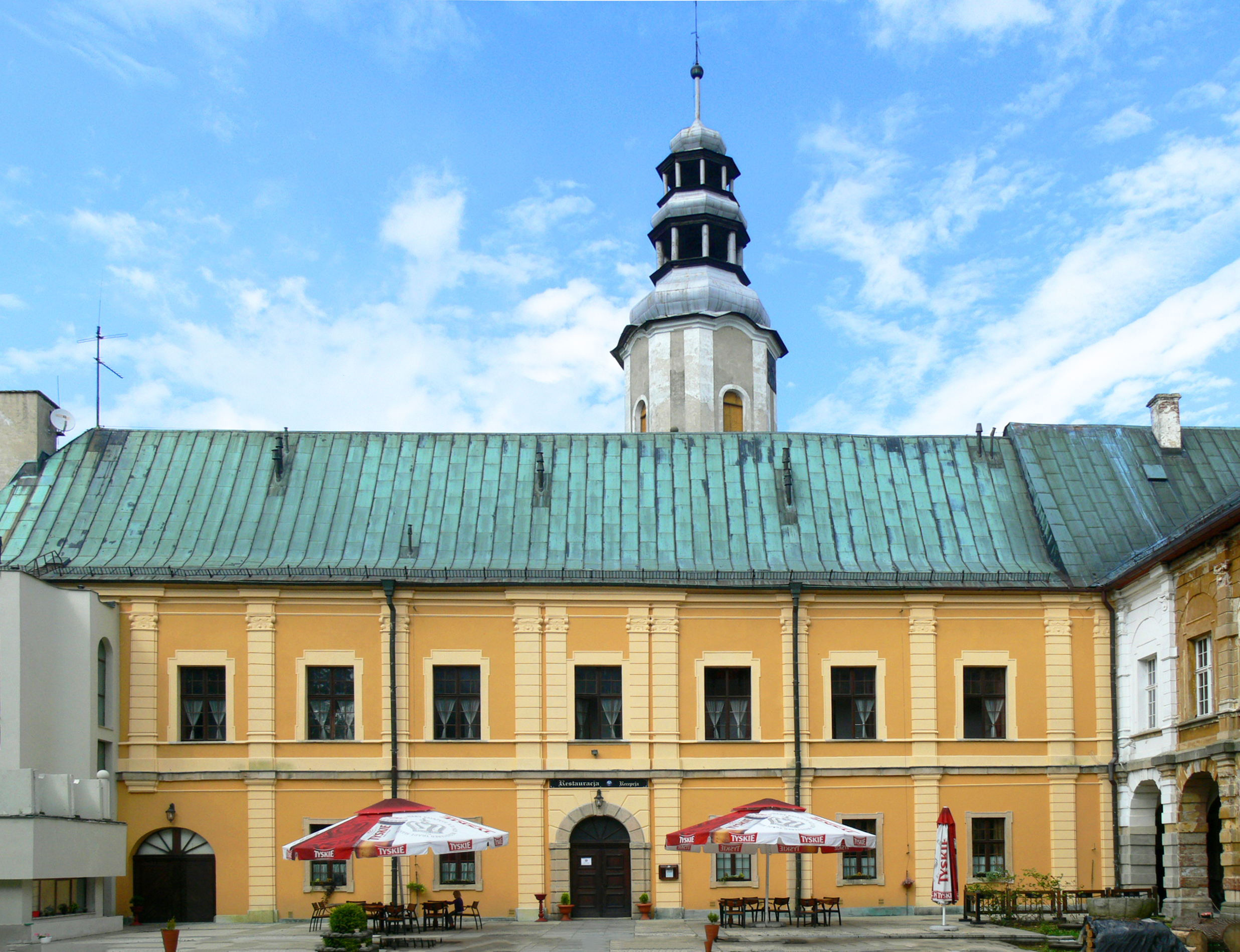
Hof
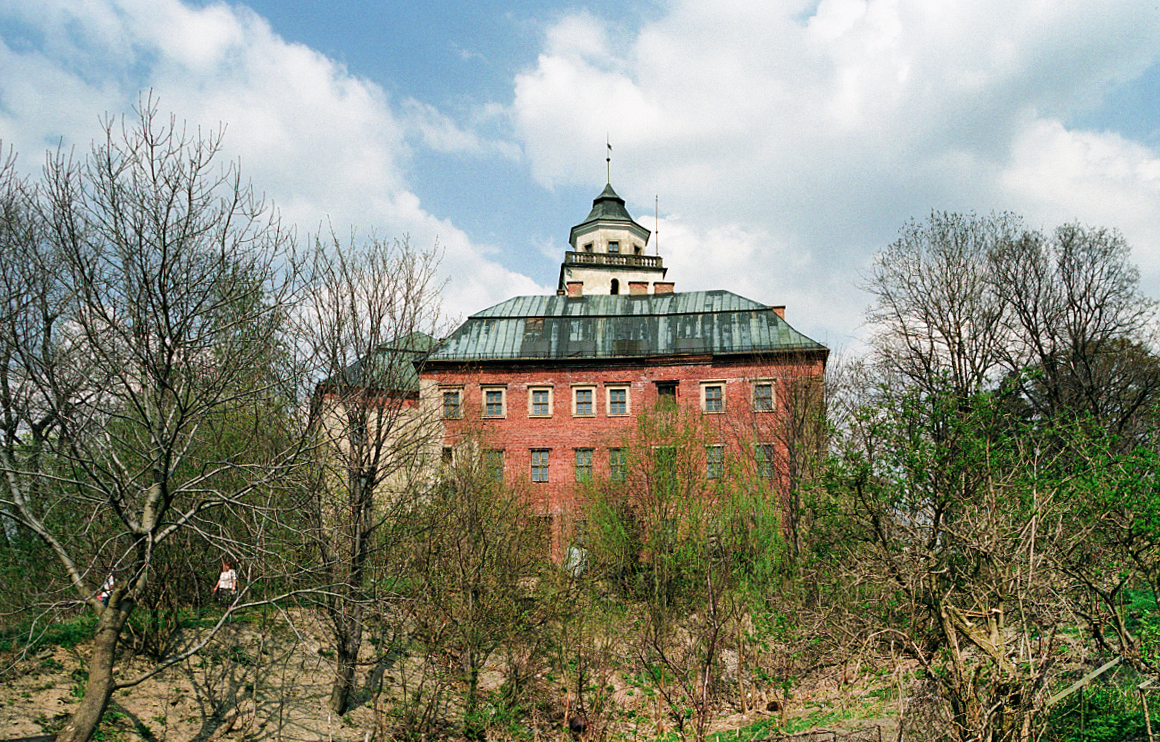
Ansicht von der Gartenseite